# Castaneda
Pour les articles homonymes, voir Castaneda (homonymie).
Castaneda est une commune suisse du canton des Grisons, située dans la région de la Moesa (vallée de la Calanca).
Sa population - italophone - est d'environ 225 habitants.

## Histoire

Photo aérienne (1953)

Les premières traces de présence humaine remontent à 500-400 ans avant Jésus-Christ. Il s'agit de vestiges de colonisations de l'âge du fer et du néolithique final, notamment des sillons tracés à la charrue. C'est en 1878 que des objets préhistoriques ont été sortis de terre, indiquant la présence d'une nécropole sous la partie la plus ancienne du village.
Des fouilles ont permis de mettre au jour un groupe de sépultures comptant plus de cent tombes, dont certaines renfermaient des bijoux, des offrandes, des récipients de bronze comprenant un pot à bec avec inscription étrusque. Ces trouvailles sont attribuées à la Culture de Golasecca.
En 1935, des inscriptions étrusques datant de l'âge de fer ont été découvertes à l'ouest de l'église actuelle (http://www.castaneda.ch/c=218)
Les premières frontières de la commune datent du XIIIe siècle. Le village est à l'époque très isolé, accessible uniquement à pied par des chemins de terre. Les habitants y vivent de l'agriculture de montagne, pratiquement en autarcie. Une route en terre battue reliant le village à la vallée de la Moesa (village de Grono) fut construite en 1830-1831. Cette route étant difficilement praticable par des véhicules modernes et sujette à des glissements de terrain, une nouvelle route asphaltée empruntant un autre trajet via la vallée de la Calanca a été construite et inaugurée en 1966.
Peu à peu, les anciennes maisons en murs et toits de pierre (gneiss de la vallée de la Calanca) ont été restaurées avec soin et transformées en résidences secondaires par des personnes essentiellement originaires de Suisse alémanique, souhaitant profiter du climat particulièrement doux et ensoleillé du sud des Alpes.